# Argyronympha ulava
Argyronympha ulava är en fjärilsart som beskrevs av Smith 1889. Argyronympha ulava ingår i släktet Argyronympha och familjen praktfjärilar. Inga underarter finns listade i Catalogue of Life.